# Thomas Cup 1984
Die 13. Auflage des Thomas Cups, der Weltmeisterschaft für Herrenmannschaften im Badminton, fand gemeinsam mit dem Uber Cup 1984 im Mai 1984 statt. Sieger wurde das Team aus Indonesien, welches im Endspiel gegen China mit 3:2 gewann.

## Teams
| Austragungsort: New Delhi - Südkorea - Thailand - Nepal - Indien - Sri Lanka | Austragungsort: Hongkong - Hongkong - Australien - Philippinen - Singapur - Indonesien - Neuseeland | Austragungsort: Toronto - Japan - Nigeria - Chinesisch Taipeh - Vereinigte Staaten - Kanada - Mexiko - Peru | Austragungsort: Ostende - England - Österreich - Norwegen - Schweden - Finnland - Wales - Niederlande - Schottland - Deutschland - Belgien - Island - Dänemark - Sambia - Irland |

## Qualifikation

### Qualifikationsrunde New Delhi

#### Gruppe A
- Südkorea –  Thailand 5-0
- Südkorea –  Nepal 5-0
- Thailand –  Nepal 5-0

#### Gruppe B
- Indien –  Sri Lanka 5-0

#### Halbfinale
- Südkorea –  Sri Lanka 5-0
- Indien –  Thailand 4-1

#### Spiel um Platz 3
- Thailand –  Sri Lanka 5-0

#### Finale
- Südkorea –  Indien 4-1

- Südkorea qualifiziert für das Finale
- Birma gemeldet, aber nicht gestartet

### Qualifikationsrunde Hongkong

#### Gruppe A
- Hongkong –  Australien 3-2
- Hongkong –  Philippinen 5-0
- Hongkong –  Singapur 3-2
- Australien –  Philippinen 5-0
- Australien –  Singapur 3-2
- Singapur –  Philippinen 5-0

#### Gruppe B
- Indonesien –  Neuseeland 5-0

#### Halbfinale
- Indonesien –  Australien 4-1
- Neuseeland –  Hongkong 3-2

#### Spiel um Platz 3
- Australien –  Hongkong 4-1

#### Finale
- Indonesien –  Neuseeland 5-0

- Indonesien qualifiziert für das Finale
- Brunei gemeldet, aber nicht gestartet

### Qualifikationsrunde Toronto

#### Gruppe A
- Japan –  Nigeria 5-0
- Japan –  Chinesisch Taipeh 5-0
- Japan –  Vereinigte Staaten 5-0
- Vereinigte Staaten –  Nigeria 5-0
- Vereinigte Staaten –  Chinesisch Taipeh 3-2
- Chinesisch Taipeh –  Nigeria 5-0

#### Gruppe B
- Kanada –  Mexiko 5-0
- Kanada –  Peru 5-0
- Mexiko –  Peru 4-1

#### Halbfinale
- Japan –  Mexiko 5-0
- Kanada –  Vereinigte Staaten 4-1

#### Spiel um Platz 3
- Vereinigte Staaten –  Mexiko 5-0

#### Finale
- Japan –  Kanada 3-2

- Japan qualifiziert für das Finale

### Qualifikationsrunde Ostende

#### Gruppe A
- England –  Österreich 5-0
- England –  Norwegen 5-0
- Österreich –  Norwegen 3-2

#### Gruppe B
- Schweden –  Finnland 5-0
- Schweden –  Wales 4-1
- Schweden –  Niederlande 4-1
- Wales –  Finnland 4-1
- Wales –  Niederlande 4-1
- Niederlande –  Finnland 4-1

#### Gruppe C
- Schottland –  Deutschland 5-0
- Schottland –  Belgien 3-2
- Schottland –  Island 5-0
- Deutschland –  Belgien 5-0
- Deutschland –  Island 4-1
- Belgien –  Island 3-2

#### Gruppe D
- Dänemark –  Sambia 5-0
- Dänemark –  Irland 5-0
- Irland –  Sambia 5-0

#### Halbfinale
- Dänemark –  Schottland 5-0
- England –  Schweden 4-1

#### Spiel um Platz 3
- Schweden –  Schottland 4-1

#### Finale
- Dänemark –  England 3-2

- Dänemark,  England und  Schweden qualifiziert für das Finale
- Uganda gemeldet, aber nicht gestartet

## Gruppe A
| Team       | Pld | W | L |
| ---------- | --- | - | - |
| Indonesien | 3   | 3 | 0 |
| England    | 3   | 2 | 1 |
| Malaysia   | 3   | 1 | 2 |
| Japan      | 3   | 0 | 3 |

| Indonesien | 4–1 | Japan    |
| Indonesien | 5–0 | Malaysia |
| Indonesien | 3–2 | England  |
| England    | 4–1 | Japan    |
| England    | 3–2 | Malaysia |
| Malaysia   | 5–0 | Japan    |

| Platz | Team       | Pld | W | L | MF | MA | MD  | GF | GA | GD  | PF  | PA  | PD   | Pts | Qualifikation |
| ----- | ---------- | --- | - | - | -- | -- | --- | -- | -- | --- | --- | --- | ---- | --- | ------------- |
| 1     | Indonesien | 3   | 3 | 0 | 12 | 2  | +10 | 26 | 7  | +19 | 471 | 292 | +179 | 3   | Q             |
| 2     | England    | 3   | 2 | 1 | 9  | 6  | +3  | 19 | 16 | +3  | 450 | 435 | +15  | 2   | Q             |
| 3     | Malaysia   | 3   | 1 | 2 | 7  | 7  | 0   | 17 | 19 | −2  | 455 | 441 | +14  | 1   |               |
| 4     | Japan      | 3   | 0 | 3 | 2  | 12 | −10 | 6  | 26 | −20 | 245 | 453 | −208 | 0   |               |

## Gruppe B
| Team                | Pld | W | L |
| ------------------- | --- | - | - |
| Volksrepublik China | 3   | 3 | 0 |
| Südkorea            | 3   | 2 | 1 |
| Dänemark            | 3   | 1 | 2 |
| Schweden            | 3   | 0 | 3 |

| Volksrepublik China | 3–2 | Dänemark |
| Volksrepublik China | 5–0 | Schweden |
| Volksrepublik China | 4–1 | Südkorea |
| Südkorea            | 3–2 | Dänemark |
| Südkorea            | 5–0 | Schweden |
| Dänemark            | 4–1 | Schweden |

| Platz | Team                | Pld | W | L | MF | MA | MD  | GF | GA | GD  | PF  | PA  | PD   | Pts | Qualifikation |
| ----- | ------------------- | --- | - | - | -- | -- | --- | -- | -- | --- | --- | --- | ---- | --- | ------------- |
| 1     | Volksrepublik China | 3   | 3 | 0 | 12 | 3  | +9  | 26 | 11 | +15 | 494 | 367 | +127 | 3   | Q             |
| 2     | Südkorea            | 3   | 2 | 1 | 9  | 6  | +3  | 21 | 16 | +5  | 472 | 412 | +60  | 2   | Q             |
| 3     | Dänemark            | 3   | 1 | 2 | 8  | 7  | +1  | 20 | 17 | +3  | 452 | 412 | +40  | 1   |               |
| 4     | Schweden            | 3   | 0 | 3 | 1  | 14 | −13 | 6  | 29 | −23 | 284 | 511 | −227 | 0   |               |

## K.-o.-Runde
|  | Halbfinale          | Halbfinale |          |   | Finale | Finale |
|  |                     |            |          |   |        |        |
|  | England             | 1          |          |   |        |        |
|  | Volksrepublik China | 4          |          |   |        |        |
|  |                     |            |          |   |        |        |
|  |                     |            |          |   |        |        |
|  | Volksrepublik China | 2          |          |   |        |        |
|  |                     | Indonesien | 3        |   |        |        |
|  |                     |            |          |   |        |        |
|  | Spiel um Platz drei |            |          |   |        |        |
|  |                     |            | England  | 3 |        |        |
|  | Südkorea            | 1          | Südkorea | 2 |        |        |
|  | Indonesien          | 4          |          |   |        |        |